# Eriocera mitrula
Eriocera mitrula är en fjärilsart som beskrevs av Achille Guenée 1852. Eriocera mitrula ingår i släktet Eriocera och familjen nattflyn. Inga underarter finns listade i Catalogue of Life.